# Du lịch đô thị

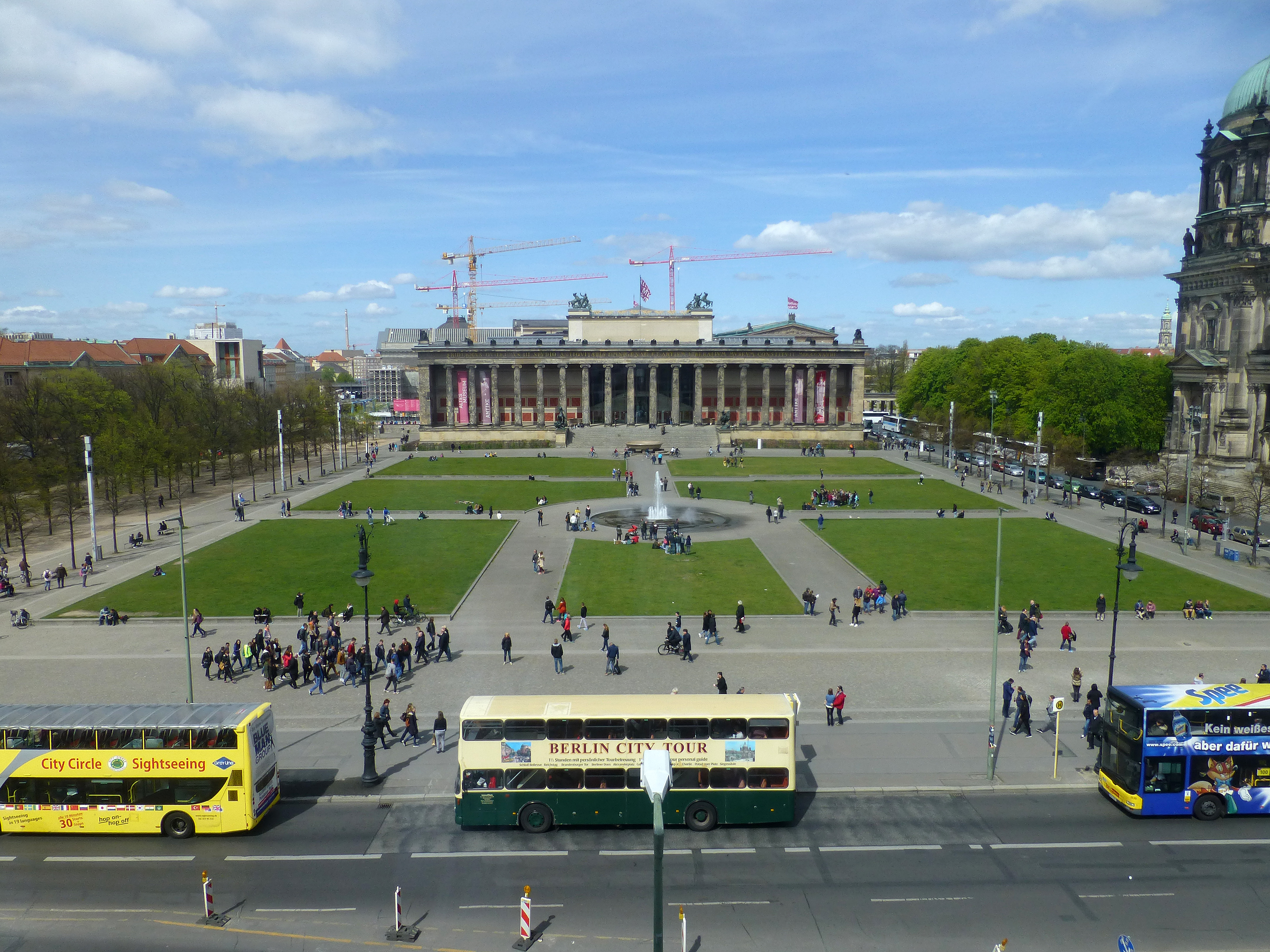
Hàng xe buýt du lịch trước Nhà thờ Berlin và Bảo tàng Altes, Berlin (Đức).

Du lịch đô thị, hay còn gọi là du lịch thành phố, là một loại hình du lịch diễn ra ở các khu vực tập trung đông dân cư, thường là ở các thành phố lớn hoặc các khu đô thị của mỗi quốc gia.

## Định nghĩa
Du lịch đô thị là kiểu du lịch đi đến các thành phố lớn, thường là thủ đô hoặc trung tâm kinh tế của mỗi nước. Theo Tổ chức Du lịch Thế giới (UNWTO), du lịch đô thị bao gồm các hoạt động du lịch diễn ra trong không gian đô thị, với các đặc điểm vốn có như nền kinh tế phi nông nghiệp, hệ thống giao thông phát triển và đa dạng các trải nghiệm văn hóa, kiến trúc, công nghệ, xã hội và thiên nhiên.